# Картина с зелёным центром
«Картина с зелёным центром» (англ. Painting with Green Center, нем. Malen mit grünem Mittelpunkt) — абстрактная картина русского художника Василия Кандинского, написанная в 1913 году и хранящаяся в Чикагском институте искусств в Чикаго, штат Иллинойс, США.

## Описание
Композиция полотна строится по излюбленному Василием Кандинским принципу, который он неоднократно применял в своём творчестве. Художник начинает с центра, делая главный акцент на разомкнутой фигуре зелёного цвета. Остальное содержание картины создается путём противопоставления различных цветов: красного и зелёного, жёлтого и синего, белого и чёрного. Каждый из этих цветов имеет свою собственную интерпретацию в работах художника.
Зелёный цвет символизирует спокойствие, возникающее благодаря нейтрализации синего и жёлтого. Обладая самым широким диапазоном оттенков, зелёный приобретает глубину звучания и внутреннее развитие. Синий цвет ассоциируется с освещённой темнотой, холодом, лунным светом, морем и льдом. Красный цвет представляет собой цвет огня и крови, раздражающий и сильный, символизируя движение внутри себя. Также в картине присутствует много жёлтого цвета, который олицетворяет остроту, динамичность и высшую форму устремлённости.
Гармоничное сочетание этих цветов, выраженное через причудливые формы, создаёт ощущение вибрирующей материи, переливы которой на полотне ощущаются почти на физическом уровне. Сегодня можно с уверенностью сказать, что Кандинский был исключительным явлением в мировой живописи, так как никто из художников после него не смог достичь такого уровня мастерства.